# Sao chổi lớn năm 1811
Sao chổi lớn năm 1811, tên chính thức C/1811 F1, là sao chổi có thể nhìn thấy bằng mắt thường trong khoảng 260 ngày, một kỷ lục cho đến khi xuất hiện sao chổi Hale-Bopp vào năm 1997. Vào tháng 10 năm 1811, lúc sáng nhất của nó, nó có độ sáng biểu kiến là 0, với một đầu sao chổi dễ nhìn thấy.

## Khám phá
Sao chổi được Honoré Flaugergues phát hiện vào ngày 25 tháng 3 năm 1811 ở khoảng cách 2,7 AU so với Mặt Trời trong chòm sao Argo Navis (hiện tại không còn hoạt động). Sau khi bị ánh trăng che khuất trong nhiều ngày, cuối cùng nó cũng được Jean-Louis Pons tìm thấy vào ngày 11 tháng 4, trong khi Franz Xaver, Baron Von Zach đã có thể xác nhận khám phá của Flaugergues trong cùng đêm đó.
Quỹ đạo tạm thời đầu tiên của sao chổi này được Johann Karl Burckhardt tính toán vào tháng 6. Dựa trên những tính toán này, Heinrich Wilhelm Matthäus Olbers đã dự đoán rằng sao chổi sẽ trở nên cực kỳ sáng chói vào cuối năm đó.

## Quan sát
Từ tháng 5 đến tháng 8, vị trí của sao chổi làm cho nó khó phát hiện vì độ cao của nó thấp và hoàng hôn vào buổi tối. Cả Flaugergues và Olbers đều thấy lại nó trong chòm sao Tiểu Sư trong tháng 8, Olbers chú ý đến nó với một cái đuôi nhỏ nhưng khác biệt, bao gồm hai tia hình thành một parabol, khi nhìn qua một kính viễn vọng chuyên tìm sao chổi. Vào tháng 9, tại vị trí chòm sao Đại Hùng, nó đã trở thành một vật thể dễ thấy trên bầu trời buổi tối khi nó đi tới điểm cận nhật: William Herschel ghi chú rằng một cái đuôi dài 25° đã phát triển vào ngày 6 tháng 10.
Đến tháng 1 năm 1812, độ sáng của sao chổi đã nhạt dần. Một số nhà thiên văn học tiếp tục quan sát bằng kính thiên văn trong vài tháng, lần cuối cùng là do Vincent Wisniewski tại Novocherkassk, người đã ghi chú độ sáng biểu kiến của nó là 11 trước ngày 12 tháng 8.
Sao chổi lớn năm 1811 được cho là đã có một đầu sao chổi đặc biệt lớn, có lẽ đạt hơn 1 triệu dặm- to gấp rưỡi đường kính Mặt Trời. Nhân của sao chổi sau đó được ước tính có đường kính 30–40 km và chu kỳ quỹ đạo được tính toán là 3,757 năm (sau đó được điều chỉnh thành 3,065 năm). Theo nhiều cách sao chổi này tỏ ra khá giống với sao chổi Comet Hale – Bopp: nó trở nên sáng rõ mà không đi qua đặc biệt gần Trái Đất hoặc Mặt Trời, nhưng lại có một hạt nhân cực kỳ lớn và đang hoạt động.
Các nhà thiên văn học cũng coi sao chổi này là một cảnh tượng đáng nhớ. William Henry Smyth, so sánh hồi ức của ông về Sao chổi lớn năm 1811 với Sao chổi Donati, nói rằng "chỉ là một đối tượng quan sát, cái đuôi rẽ nhánh thì đáng xem hơn, hạt nhân với 'xoáy đầu' rõ ràng hơn, và tính lưỡng cực của nó là một điều may mắn cho những người thích quan sát".
Sao chổi này có thể nhìn thấy một cách rõ ràng trong các trận động đất ở New Madrid vào tháng 12 năm 1811. Một báo cáo về tàu hơi nước đầu tiên hạ thủy tại sông Ohio khi nó đi đến hợp lưu sông Mississippi đã viết chi tiết, "ngày 18 tháng 12 năm 1811. — Kỷ niệm ngày này Người dân Cairo và vùng phụ cận của nó không bao giờ quên, đó là sự xuất hiện của chiếc thuyền hơi nước đầu tiên đến Cairo, bây giờ là New Orleans, với Thuyền trưởng Roosevelt chỉ huy. Đó là ngày nghiêm trọng nhất trong trận động đất lớn ở New Madrid; đồng thời có một sao chổi bốc lửa đang chạy ngang đường chân trời ".